# Carla Casper
Carla Marie Casper (* 10. November 1945 in Wild Rose, Wisconsin; † 20. Februar 2023 in Las Vegas) war eine US-amerikanische Curlerin. 
Casper spielte als Second der US-amerikanischen Mannschaft bei den XV. Olympischen Winterspielen 1988 in Calgary im Curling. Die Mannschaft belegte den fünften Platz.